# Мейз (округ, Оклахома)
Шаблон:StateAbbr_ 36°18′ пн. ш. 95°14′ зх. д. / 36.3° пн. ш. 95.24° зх. д.
Округ  Мейз (англ. Mayes County) — округ (графство) у штаті  Оклахома, США. Ідентифікатор округу 40097.

## Історія
Округ утворений 1907 року.

## Демографія
За даними перепису 
2000 року 
загальне населення округу становило 38369 осіб, зокрема міського населення було 8270, а сільського — 30099.
Серед мешканців округу чоловіків було 19033, а жінок — 19336. В окрузі було 14823 домогосподарства, 10818 родин, які мешкали в 17423 будинках.
Середній розмір родини становив 3,02.
Віковий розподіл населення поданий у таблиці:
| Стать    | До 15 років | 15-21 | 22-29 | 30-39 | 40-49 | 50-65 | 65-85 | Понад 85 |
| -------- | ----------- | ----- | ----- | ----- | ----- | ----- | ----- | -------- |
| Чоловіки | 4267        | 2077  | 1745  | 2498  | 2762  | 3182  | 2308  | 194      |
| Жінки    | 4043        | 1798  | 1789  | 2494  | 2715  | 3296  | 2760  | 441      |

## Суміжні округи
- Крейг — північ
- Делавер — схід
- Черокі — південний схід
- Вагонер — південь
- Роджерс — захід

## Виноски
1. ↑  U.S. Decennial Census. United States Census Bureau. Архів оригіналу за 26 квітня 2015. Процитовано 21 лютого 2015.
2. ↑  Historical Census Browser. University of Virginia Library. Архів оригіналу за 11 серпня 2012. Процитовано 21 лютого 2015.
3. ↑  Forstall, Richard L., ред. (27 березня 1995). Population of Counties by Decennial Census: 1900 to 1990. United States Census Bureau. Архів оригіналу за 19 лютого 2015. Процитовано 21 лютого 2015.
4. ↑  Census 2000 PHC-T-4. Ranking Tables for Counties: 1990 and 2000 (PDF). United States Census Bureau. 2 квітня 2001. Архів оригіналу (PDF) за 18 грудня 2014. Процитовано 21 лютого 2015.
5. ↑  State & County QuickFacts. United States Census Bureau. Архів оригіналу за 6 червня 2011. Процитовано 9 листопада 2013.(англ.) Наведено за англійською вікіпедією.
6. ↑  American FactFinder. Бюро перепису населення США. Архів оригіналу за 26 лютого 2012. Процитовано 31 січня 2008.

| США | Це незавершена стаття з географії США. Ви можете допомогти проєкту, виправивши або дописавши її. |